# Goodbye Yellow Brick Road (песня)
«Goodbye Yellow Brick Road» — песня Элтона Джона.
В 2004 году журнал Rolling Stone поместил песню «Goodbye Yellow Brick Road» в исполнении Элтона Джона на 380-е место своего списка «500 величайших песен всех времён». В списке 2011 года песня находится на 390-м месте.

## Позиции в хит-парадах
Еженедельные чарты:
| Чарт (1973)                        | Наив. поз. |
| ---------------------------------- | ---------- |
| Канада (RPM 100 Top Singles Chart) | 1          |
| Нидерланды                         | 23         |
| Германия                           | 49         |
| Ирландия                           | 4          |
| Норвегия                           | 9          |
| ЮАР                                | 7          |
| Великобритания                     | 6          |
| США (Billboard Hot 100)            | 2          |
| США (Cash Box Top 100)             | 1          |
| США (Billboard Adult Contemporary) | 7          |

Годовые чарты:
| Год  | Чарт                                       | Позиция |
| ---- | ------------------------------------------ | ------- |
| 1973 | Канада (RPM Year-End)                      | 41      |
|      |                                            |         |
| 1974 | США (Billboard Top Easy Listening Singles) | 31      |
| 1974 | США (Billboard Top Pop Singles)            | 72      |